# Beinn a’ Chreachain
Der Beinn a’ Chreachain ist ein 1.081 m (3.547 ft) hoher Berg in Schottland. Sein gälischer Name bedeutet ungefähr Muschelförmiger Berg oder Felsiger Berg. Der Berg ist der höchste der vier östlich von Bridge of Orchy liegenden Munros, die zwischen Loch Lyon und Rannoch Moor eine kleine Berggruppe bilden. 

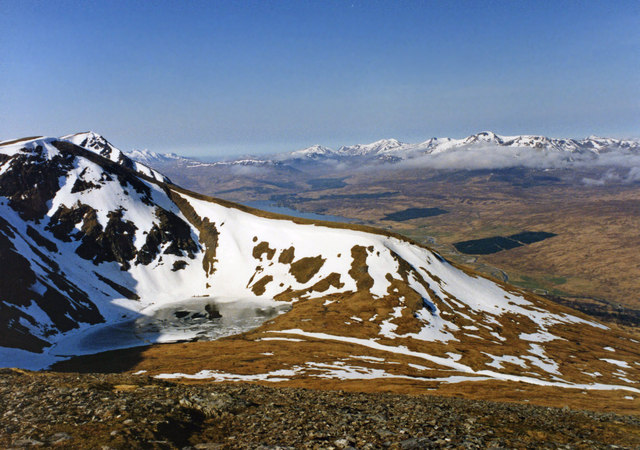
Blick vom Beinn a'Chreachain nach Nordwesten über Loch Tulla und Rannoch Moor

Ähnlich wie der ebenfalls zur Gruppe der Bridge of Orchy Hills gehörende und wesentlich bekanntere Beinn Dorain besitzt der Beinn a’ Chreachain einen kegelförmigen Gipfelaufbau, allerdings nicht so markant vom Tal aufragend. An der Nordseite fällt der Berg mit steilen Felswänden in das Coire an Lochain ab und umschließt halbkreisförmig den in diesem Kar liegenden kleinen See Lochan a Chreachain. Unterhalb liegt mit dem Black Wood of Rannoch ein Überbleibsel des früher weite Teile Schottlands bedeckenden Kiefernwalds. Nach Süden fällt der Berg ebenfalls steil und felsig ab, lediglich nach Südwesten läuft er etwas flacher aus. Nach Westen schließt sich über einen längeren Grat der benachbarte Beinn Achaladair an. Im Nordostgrat liegt ein 981 Meter hoher namenloser Vorgipfel.
Bestiegen wird der Beinn a’ Chreachain von den meisten Bergwanderern von Westen. Von der Achaladair Farm, etwas abseits der A82 nördlich von Bridge of Orchy führt der Zustieg im Tal des Water of Tulla parallel zur West Highland Line bis zum Coire an Lochain, durch das der Aufstieg zum Nordostgrat und über diesen zum Gipfel führt. Über den beide Munros verbindenden Berggrat besteht auch ein Übergang zum Beinn Achaladair.